# Tribrachium fisheri
Tribrachium fisheri är en svampdjursart som först beskrevs av de Laubenfels 1934.  Tribrachium fisheri ingår i släktet Tribrachium och familjen Ancorinidae. Inga underarter finns listade i Catalogue of Life.